# Polimorfismo a singolo nucleotide
Un polimorfismo a singolo nucleotide (spesso definito in inglese single-nucleotide polymorphism o SNP, pronunciato snip) è un polimorfismo, cioè una variazione, del materiale genico a carico di un unico nucleotide, tale per cui l'allele polimorfico risulta presente nella popolazione in una proporzione superiore all'1%. Al di sotto di tale soglia si è soliti parlare di variante rara (in inglese single-nucleotide variant o SNV).
Ad esempio, se le sequenze individuate in due pazienti sono AAGCCTA e AAGCTTA, è presente uno SNP che differenzia i due alleli C e T.

## Frequenza degli SNP
All'interno di una popolazione, è possibile determinare una minor frequenza allelica, il rapporto tra la frequenza della variante più rara e quella più comune di un determinato SNP. Solitamente ci si guarda con maggiore attenzione da SNP aventi un valore di minor frequenza allelica minore all'1%, trascurando nelle analisi la maggior parte degli SNP che, anche per il loro elevatissimo numero, risultano poco maneggevoli. È importante notare che possono esistere variazioni notevoli tra popolazioni umane. Uno SNP molto comune in un determinato gruppo etnico può dunque essere molto raro in un'altra popolazione.
Gli SNP possono presentarsi all'interno di una sequenza codificante di un gene, all'interno di una regione intronica o in una regione intergenica. Gli SNP all'interno di un gene, in ogni caso, non necessariamente modificano la sequenza amminoacidica codificata, dal momento che il codice genetico è degenerato. Uno SNP che genera in tutte le sue forme lo stesso peptide è detto sinonimo (synonymous); in caso contrario è detto non-sinonimo (non-synonymous). Gli SNP che non si trovano in una sequenza codificante possono, in ogni caso, presentare conseguenze negative sullo splicing o sul legame dei fattori di trascrizione.
Gli SNP costituiscono il 90% di tutte le variazioni genetiche umane. SNPs con minor frequenza allelica pari o maggiore all'1% sono presenti ogni circa 100-300 paia di basi lungo l'intero genoma. In media, due SNP su tre vedono una variazione tra citosina e timina.

## Potenzialità degli SNP
Lo studio degli SNP è molto utile poiché variazioni anche di singoli nucleotidi possono influenzare lo sviluppo delle patologie o la risposta ai patogeni, agli agenti chimici, ai farmaci. Per tale motivo gli SNP possono avere una grande importanza nello sviluppo di nuovi farmaci e nella diagnostica, in quanto consentono di conoscere l'effetto che può avere un farmaco su un individuo ancor prima della somministrazione, attraverso uno screening degli SNPs presenti nel gene responsabile della metabolizzazione del farmaco stesso; queste sono le basi della farmacogenomica. 
Dal momento che gli SNP sono perlopiù ereditati di generazione in generazione, essi vengono utilizzati in alcuni studi genetici.

## Individuazione degli SNP
Un metodo utile per individuare gli SNP è la valutazione dei cosiddetti restriction fragment length polymorphisms (polimorfismi di lunghezza dei frammenti di restrizione, o RFLP). Se un allele contiene un sito di riconoscimento per un enzima di restrizione e un altro no, la digestione dei due alleli genererà due frammenti di dimensione differente. In realtà oggi gli SNP sono studiati principalmente attraverso i microarrays, che permettono l'analisi simultanea di centinaia di diversi SNPs e una veloce analisi elaborata da un computer.
Una tecnica con cui è possibile analizzare gli SNP è la SNuPE (single-nucleotide primer extension). La procedura prevede l'estrazione dell'RNA, l'amplificazione mediante RT-PCR della porzione in cui è presente il locus polimorfico in modo da ottenere il cDNA, e infine un ciclo di PCR con primer SNuPE. 
Tale primer è progettato in modo tale da appaiarsi all'estremità 3' a monte di un nucleotide prima del nucleotide che caratterizza il polimorfismo, si inserisce poi un dNTP marcato. L'amplificato ottenuto viene analizzato su un gel di poliacrilamide e identificato mediante autoradiografia. Una variante di tale tecnica, la MS-SNuPE (Methylation-sensitive single-nucleotide primer extension), consente di analizzare il grado di metilazione che si può presentare ad esempio a livello dei dinucleotidi CpG. Tali nucleotidi sono presenti in molti regioni del genoma umano e sono oggetto di studio dei meccanismi epigenetici. La MS-SNuPE viene condotta esattamente come la SNuPE ma prima di fare l'amplificazione con il primer si tratta il cDNA con bisolfito che trasforma le citosine non metilate in uracile.